# すやまとしお
すやま としお（本名：陶山 寿雄（読み同じ）、1953年9月11日 - ）は、主に山陰地方で活動するタレント、シンガーソングライター、イラストレーター。
愛称は「すーさん」。

## 来歴
鳥取県倉吉市出身、同県米子市在住。血液型はA型。星座はおとめ座。
1974年 中京大学在学中、女性2人・男性4人（当時）からなるバンド「国士無双」でヤマハポピュラーソングコンテストに参加し、ヤマハリゾートつま恋で行われた全国大会に出場。
1975年 バンド「国士無双と陽炎」を結成し、シングル「飛騨の里」でキャニオンレコードよりプロデビュー。この時点でのメンバーは、陶山（国士無双）、常磐俊次・須賀保中（陽炎）の3人となっている。
1976年 シングル「雪女」を発表。この曲以降、「陶山寿雄」名義で活動する。
1977年 アルバム『浮世ばなし』とシングル「旅の愁いに」を発表。NHKの少年ドラマシリーズ『未来からの挑戦』の主題歌に「青春の輝き」が起用される。
1978年 活動拠点を故郷の鳥取県へ移す。シングル「接吻白書」を発表。1979年 シングル「夢いらんかね」を発表。この曲より「すやまとしお」名義になる。1980年 シングル「ライ・ラ・ライ〜舞い踊れ〜」を発表。
1982年 10月、山陰放送 (BSS) のラジオ番組『みずえとすーさんのくるくる放送局 これしかナイト日曜日』がスタート。中岡みずえとともに13年半にわたってパーソナリティを務めた。
1984年 2月、デビュー10周年ライブをホテルわこうで行い、歌手活動を休止。 絵画スタジオ「アイディア」を設立し、ペン画・水彩画製作を開始。1988年 「第1回ペン画作品展」を開催。1989年 「第2回ペン画作品展」を開催。
1994年 全国美術展、協会新人賞・池田賞ダブル受賞。
1996年 3月、『みずえとすーさんのくるくる放送局』が放送終了。
1997年 米子市のNHK文化センターで絵画教室を開始。またこの年から、米子市の百花堂にて絵画個展を毎年開催。10月、山陰中央テレビ (TSK) の番組『週刊・ヤッホー!』の司会に就任。
1998年 JR山陰本線のイベントソング「水と緑のパノラマトレイン」を発表。18年ぶりのシングルリリースとなった。
1999年 島根県江津市のイメージソング「夢咲くまち」を発表。2001年 江津市の島根県立しまね海洋館アクアスで「大型ペン画展」を開催。
2002年 江津市立青陵中学校の校歌を作詞・作曲。2005年 「ライ・ラ・ライ」以来の完全オリジナルソングアルバム『AREA51』を発表し、本格的に歌手活動を再開。2006年 マキシシングル「続・接吻白書」を発表。

## ディスコグラフィ
「ライ・ラ・ライ〜舞い踊れ〜」まではすべてキャニオンレコードから発売。
1. 飛騨の里（1975年） - 「国士無双と陽炎」名義でリリース。
2. 雪女（1976年） - ソロデビュー曲。
3. 浮世ばなし（1977年） - 12曲収録。
4. 旅の愁いに（1977年）
5. 接吻白書（1978年）
6. 夢いらんかね（1979年）
7. ライ・ラ・ライ〜舞い踊れ〜（1980年）
8. 水と緑のパノラマトレイン（1998年） - 山陰本線のPRソング。補作詞・作曲・ボーカル担当。作詞は、イベント参加者たちが共同で行った。
9. 夢咲くまち（1999年） - 江津市のイメージソング。補作詞・作曲・ボーカル担当。作詞は、江津市内の当時の高校生たちが担当。
10. AREA51（2005年） - 山陰地方の一部CDショップで販売。12曲収録。
11. 続・接吻白書（2006年） - 山陰地方の一部CDショップで販売。3曲＋カラオケ収録。

## 出演

### テレビ番組
- 週刊・ヤッホー!（山陰中央テレビ、1997年 - 2016年）
- すやまとしおの情熱ルポ 住民のチカラ☆協働スピリッツ（山陰中央テレビ、2008年11月23日）
- ヤッホー!（山陰中央テレビ、2016年 - 2022年）

### ラジオ番組
- みずえとすーさんのくるくる放送局 これしかナイト日曜日（山陰放送、1982年 - 1996年）[1]
- 〜金ダラDX〜 すーダラ!（DARAZ FM）
- It's 笑 Time!（DARAZ FM）
- 米子しんまち天満屋専門店街 ブランニューサンデー（DARAZ FM）